# Уджате-Тревано
Уджате-Тревано (итал. Uggiate-Trevano) — коммуна в Италии, располагается в регионе Ломбардия, подчиняется административному центру Комо.
Население составляет 3863 человека, плотность населения составляет 773 чел./км². Занимает площадь 5 км². Почтовый индекс — 22029. Телефонный код — 031.
Покровителями коммуны почитаются святые апостолы Пётр и Павел, празднование 19 марта. 

## Города-побратимы
- Адельсдорф, Германия (1998)
- Рюоден, Франция (2013)